# Handang Kopo
Handang Kopo is een bestuurslaag in het regentschap Padang Lawas van de provincie Noord-Sumatra, Indonesië. Handang Kopo telt 575 inwoners (volkstelling 2010).